# カリン・ポッシュ
カリン・ポッシュ（Karin Posch　1961年12月14日- ）はオーストリアの柔道選手。階級は72kg級。

## 人物
1981年のヨーロッパ選手権72kg級で3位となった。1982年にパリで開催された世界選手権では銅メダルを獲得した。1983年のヨーロッパ選手権では72kg級で3位、無差別でも3位となった。1985年のヨーロッパ選手権では72kg級で3位、無差別で2位に入った。

## 主な戦績
- 1981年 - ヨーロッパ選手権　3位
- 1982年 - オーストリア国際　優勝
- 1982年 - 世界選手権　3位
- 1983年 - ドイツ国際　3位
- 1983年 - ヨーロッパ選手権　72kg級　3位　無差別　3位
- 1983年 - 福岡国際　3位
- 1984年 - ドイツ国際　3位
- 1984年 - 福岡国際　3位
- 1985年 - ドイツ国際　優勝
- 1985年 - ヨーロッパ選手権　72kg級　3位　無差別　2位
- 1985年 - オーストリア国際　優勝
- 1986年 - ソ連女子国際　72kg超級　優勝